# Cultura di Kemi Oba
La cultura di Kemi Oba è una cultura archeologica situata nella penisola di Crimea risalente al 3700-2200 a.C. e facente parte della più estesa cultura di Jamna.
L'economia era basata sull'allevamento e l'agricoltura. Aveva un suo caratteristico stile ceramico che viene considerato più raffinato rispetto a quello prodotto dalle culture confinanti.
L'usanza funeraria prevedeva l'inumazione del defunto in posizione contratta con le ginocchia piegate in ciste di legno, buche o tombe con struttura in legno sormontate da un kurgan. Di particolare interesse sono le statue stele.
Gli oggetti in metallo venivano importati dall'area della cultura di Majkop; forti collegamenti sono stati suggeriti anche con la cultura di Mikhaylovka. La cultura di Kemi Oba fu contemporanea della cultura delle catacombe.